# Ернест Бланк
Ернест Бланк (латис. Ernests Blanks, 1894, Браславська волость, Ліфляндська губернія, Російська імперія — 1972, Пальма, Мальорка, Іспанія) — латвійський публіцист, історик, письменник. Був борцем за незалежність Латвії. Автор 15 книг.
Працював редактором в газетах: «Brīvā Latvija» Cēsīs un Valmier ā, «Latvijas Sargs» Rīgā, «Latvijas Vēstnesis», «Jaunatnes Dzīve skolā un sētā», «Rīgas Ziņas», «Zemgales Balss», «Kurzemes Vārds» Jelgavā, «Brīvā Tēvija», «Svarus» un «Rīgas Telegrammas».